# 大津公園
大津公園（おおつこうえん）は、神奈川県横須賀市に位置する都市公園（運動公園）である。

## 概要
1951年に横須賀市が、旧日本海軍の射撃場跡地を整備して公園とした。芝の運動場（ラグビー場）、テニスコート、軟式野球場、相撲場等の運動施設を有している。

## 主な施設
- 運動場（ラグビー場）
- テニスコート
- 軟式野球場
- 相撲場

## 交通
京急久里浜線新大津駅より徒歩